# Tete

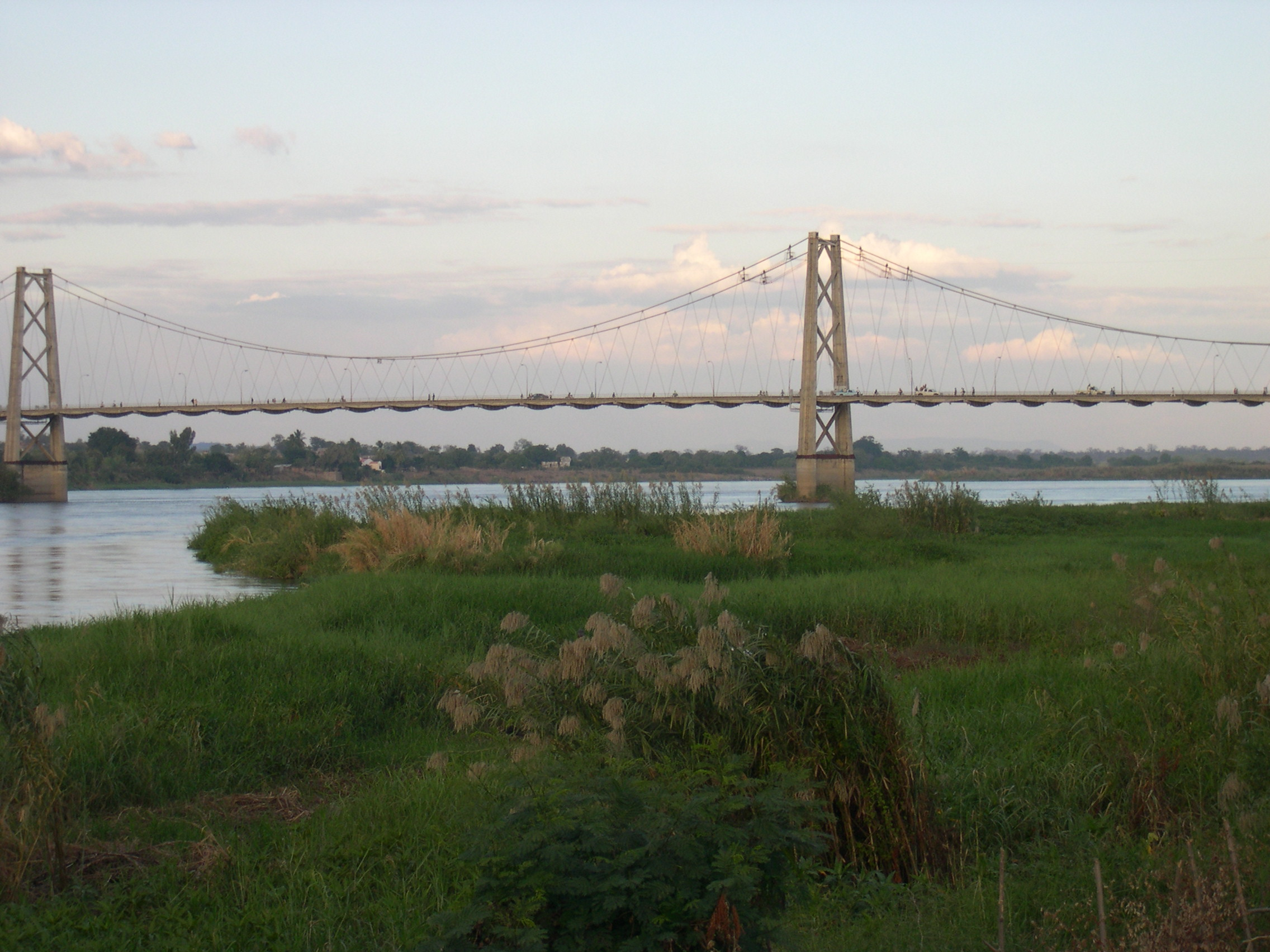
Hängbro över Zambesifloden vid Tete.

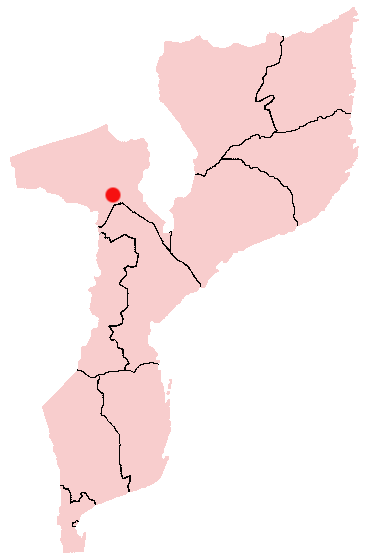
Tetes läge i Moçambique.

Tete är en stad i västra Moçambique och är belägen vid Zambesifloden. Den beräknades ha 213 406 invånare 2015, och är huvudstad i provinsen Tete. Staden har järnvägsstation och flygplats samt bro över Zambesifloden. Före kolonialtiden var orten en viktig swahilisk handelsplats.